# El candidato (película peruana de 2016)
El candidato es una comedia política peruana de 2016, bajo la obra y dirección de Álvaro Velarde. Está protagonizada por los cómicos peruanos Manolo Rojas, Hernán Vidaurre y Guillermo Rossini, miembros del programa radial Los chistosos de RPP Noticias. La película fue estrenada el 21 de julio de 2016 en los cines peruanos a nivel nacional. Además, ganó en el Festival de Cine Figueira Film Art de Portugal en la categoría de «Mejor guión».

## Sinopsis
La historia de cuatro políticos que quieren llegar a la silla presidencial y sus estrategias para aumentar su popularidad, junto con la influencia de sus familias y equipos de campaña.

## Elenco
Los actores que participan en esta película son:
- Manolo Rojas como Napoleón Córdoba (inspirado en Alejandro Toledo).
- Hernán Vidaurre como Ego Pereira (inspirado en Alan García).
- Guillermo Rossini como el Sr. Huapaya (inspirado en Pedro Pablo Kuczynski)
- Giovanna Castro como Asesora de Ego.
- Saskia Bernaola como Esposa de Napoleón (inspirada en Eliane Karp).
- Alberick García como Amaru Huapaya (inspirado en Ollanta Humala).
- Bernie Paz como Mickey.
- César Ritter como Honorato Contreras.
- David Villanueva como Asesor español.

## Producción
El rodaje se dividió en 2 partes, la primera etapa comenzó el 13 de diciembre de 2015 y finalizó el 23 del mismo mes. La segunda etapa comenzó a mediados de enero.